# 博戈柳博沃农村居民点
博戈柳博沃农村居民点（俄语：Боголюбовское сельское поселение）是俄罗斯联邦弗拉基米尔州苏兹达尔区所属的一个农村居民点。其下辖有15个居民点，行政中心为博戈柳博沃。据2016年统计，该农村居民点的人口为10453人。